# 1945年の日本
1945年の日本（1945ねんのにほん）では、1945年（昭和20年）の日本の出来事・流行・世相などについてまとめる。

## 他の紀年法
日本では、西暦の他にも以下の紀年法を使用している。なお、以下の紀年法は西暦と月日が一致している。
- 元号
  - 昭和20年
- 神武天皇即位紀元
  - 皇紀2605年
- 干支
  - 乙酉（きのと とり）

## 在職者
- 連合国軍最高司令官総司令部 (GHQ/SCAP)：ダグラス・マッカーサー（8月15日 - ）
- 天皇：裕仁（昭和天皇：第124代）[1]
- 皇太子：継宮明仁親王
- 内閣総理大臣：小磯國昭(第41代： - 4月7日)、鈴木貫太郎(第42代：4月7日 - 8月17日)、東久邇宮稔彦王(第43代：8月17日 - 10月9日)、幣原喜重郎(第44代：10月9日 - )
  - 内閣：小磯内閣、鈴木貫太郎内閣、東久邇宮内閣、幣原内閣
- 陸軍大臣：杉山元( - 4月7日)、阿南惟幾(4月7日 - 8月15日)、東久邇宮稔彦王(8月17日 - 10月9日)、下村定(10月9日 - 12月1日)
- 海軍大臣：米内光政( - 12月1日)
- 参謀総長：梅津美治郎( - 11月30日)
- 軍令部総長：及川古志郎( - 5月29日)、豊田副武(5月29日 - 10月15日)
- 枢密院議長：鈴木貫太郎( - 4月7日)、平沼騏一郎(4月9日 - 12月3日)、鈴木貫太郎(12月15日 - )
- 帝国議会
  - 衆議院議長：岡田忠彦( - 4月9日)、島田俊雄(6月8日 - 12月18日)
  - 貴族院議長：徳川圀順
- 大審院院長：霜山精一

## 世相

### 周年
以下に、過去の主な出来事からの区切りの良い年数（周年）を記す。
- 1月10日 - 福澤諭吉生誕110周年。
- 3月22日 - NHKラジオ放送（NHKラジオ第1放送）開始20周年。
- 4月5日 - 広島県物産陳列館（原爆ドーム）竣工30周年。
- 5月5日 - 日本で普通選挙法施行20周年（当時は25歳以上の男性に投票権があった）。
- 5月25日 - ヤナセ創立30周年。
- 9月5日 - 日露戦争による日露講和条約（ポーツマス条約）締結40周年。
- 12月10日 - 阪神タイガース創設10周年。
- 全国高等学校野球選手権大会30周年（旧制中学時代を含む）。

## できごと

### 1月
- 1月1日 - 米『タイム』誌が風船爆弾のモンタナ州落下を報道。
- 1月2日
  - トルコ議会が対日断交を決議。
  - 米艦載機500機が台湾・沖縄を空襲。
- 1月13日 - 三河地震（死者2,306人、行方不明者1,126人、負傷者3,866人）。
- 1月16日 - 第4航空軍富永恭次司令官が独断で司令部をフィリピンから台湾に移転する。
- 1月18日 - 最高戦争指導会議で本土決戦体制を決定。

### 2月
- 2月4日 - ヤルタ会談（ソ連）開催。アメリカ合衆国大統領フランクリン・ルーズベルト、英国首相ウィンストン・チャーチル、ソ連指導者ヨシフ・スターリンが対日本戦について協議する。（2月11日まで）
- 2月9日 - エクアドルが枢軸国への宣戦布告を表明。
- 2月12日 - ペルーが枢軸国への宣戦布告を表明。
- 2月13日 - パラグアイが枢軸国への宣戦布告を表明。
- 2月14日 - ベネズエラが枢軸国への宣戦布告を表明。
- 2月14日 - 近衛文麿元首相が昭和天皇に早期和平を提案（近衛上奏文）。
- 2月18日 - アメリカ軍、硫黄島に上陸（硫黄島の戦い）。
- 2月22日 - ウルグアイが枢軸国への宣戦布告を表明。
- 2月23日 - トルコが枢軸国への宣戦布告及び国交断絶を正式に表明。
- 2月26日 - エジプト、シリアが枢軸国への宣戦布告を表明。
- 2月27日 - レバノンが枢軸国への宣戦布告を表明。
- 2月28日 - イランが枢軸国への宣戦布告を表明。

### 3月
- 3月1日

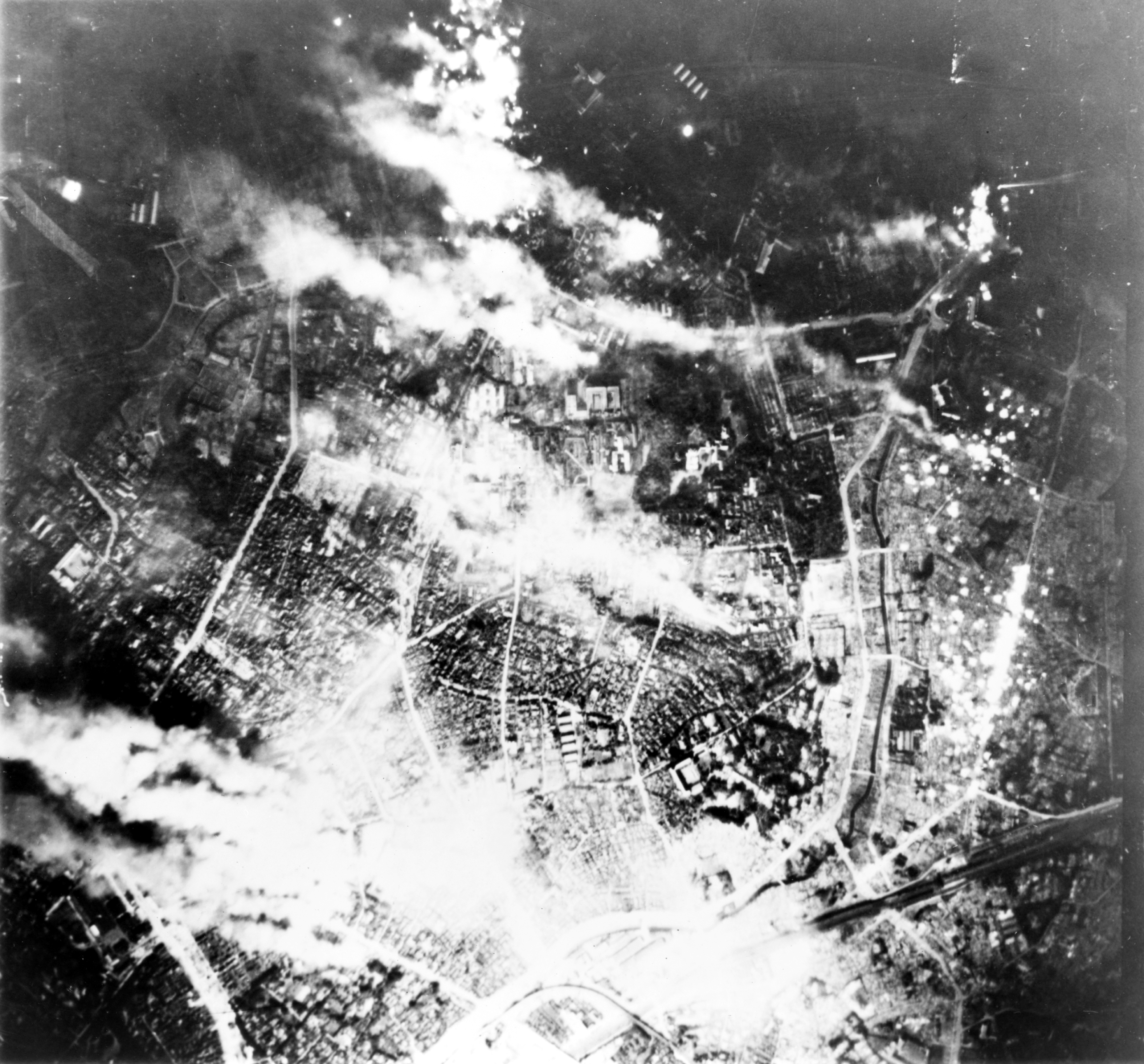
東京大空襲。1945年5月25日夜間に空襲を受ける東京市街。

  - サウジアラビアが枢軸国への宣戦布告を表明。
  - 日本の大審院が、1942年に行われた翼賛選挙における鹿児島2区の選挙結果を無効とする判決を下す（鹿児島2区選挙無効事件）。
- 3月3日 - ソ連と休戦後中立であったフィンランドが枢軸国への宣戦布告を表明。
- 3月10日 - アメリカ軍が東京を空襲（東京大空襲）。死者は約10万人。
- 3月16日 - 硫黄島守備隊司令官栗林忠道中将が東京に訣別電報を送る。
- 3月23日 - 青森県赤石村で雪泥流が発生（赤石村雪泥流災害）。
- 3月26日
  - 硫黄島で最後までアメリカ軍に抗戦していた栗林中将配下の部隊が全滅（硫黄島の戦い終結）。
  - アメリカ軍が沖縄県慶良間諸島の座間味島に上陸（沖縄戦開始）。
- 3月27日 - アルゼンチンが枢軸国への宣戦布告を表明。
- 3月31日 - 福岡銀行設立。

### 4月
- 4月1日
  - 米軍が沖縄本島に上陸。
  - 救援品輸送船「阿波丸」を米潜水艦が撃沈（阿波丸事件）。
- 4月5日
  - 小磯内閣総辞職。
  - ソ連が日ソ中立条約の不延長を通告。
- 4月6日 - 大日本育英会が戦災者子弟への優先貸与を発表。
  - 戦艦大和が沖縄に向けて徳山沖を出航。
- 4月7日
  - 鈴木貫太郎内閣成立。
  - 戦艦大和が沖縄へ向かう途中、坊ノ岬沖海戦で撃沈される。
- 4月11日 - スペイン、チリが日本への宣戦布告ならびに国交断絶を表明。
- 4月12日 - スペインが日本と国交断絶。
- 4月16日 - ハリー・S・トルーマン米大統領が「日独の無条件降伏まで戦う」と声明。
- 4月24日 - 名古屋城の金鯱が疎開のため取外される。
- 4月29日 - 日本政府が官庁の休日全廃を決定。

### 5月
- 5月1日
  - 日本で芸備銀行、呉銀行、備南銀行、三次銀行及び広島合同貯蓄銀行が合併し、（新）芸備銀行（現：広島銀行）設立。
  - 鎌倉文庫創設。
- 5月9日 - 駐日ドイツ大使館で、アドルフ・ヒトラーの告別式が行われる。

### 6月
- 6月6日 - ブラジルが日本への宣戦布告を表明。
- 6月9日 - 第87臨時議会召集（12日まで。義勇兵役法などが可決成立。開会日における鈴木首相の演説を巡って11日に天罰発言事件が起きる）
- 6月21日 - アメリカ軍が沖縄を占領。
- 6月23日 - 沖縄守備軍司令官牛島満が摩文仁司令部で自決（沖縄戦の組織的抵抗が終結。後に、この日が沖縄県の慰霊の日と定められる）。
- 6月26日 - ギリシャが日本への宣戦布告を表明。
- 6月30日 - 鹿島組（現鹿島建設）花岡鉱山で中国人労務者が蜂起（花岡事件）

### 7月
- 7月17日 - ポツダム会談開始。アメリカ大統領ハリー・S・トルーマン、英国首相ウィンストン・チャーチル（7月27日以降：クレメント・アトリー）、ソ連首相ヨシフ・スターリンらが参加。
- 7月26日 - ポツダム宣言発表。連合国は日本に降伏を要求する。
- 7月28日 - 鈴木貫太郎内閣がポツダム宣言を黙殺する声明を出す。

### 8月
- 8月2日 - ポツダム会談終了。

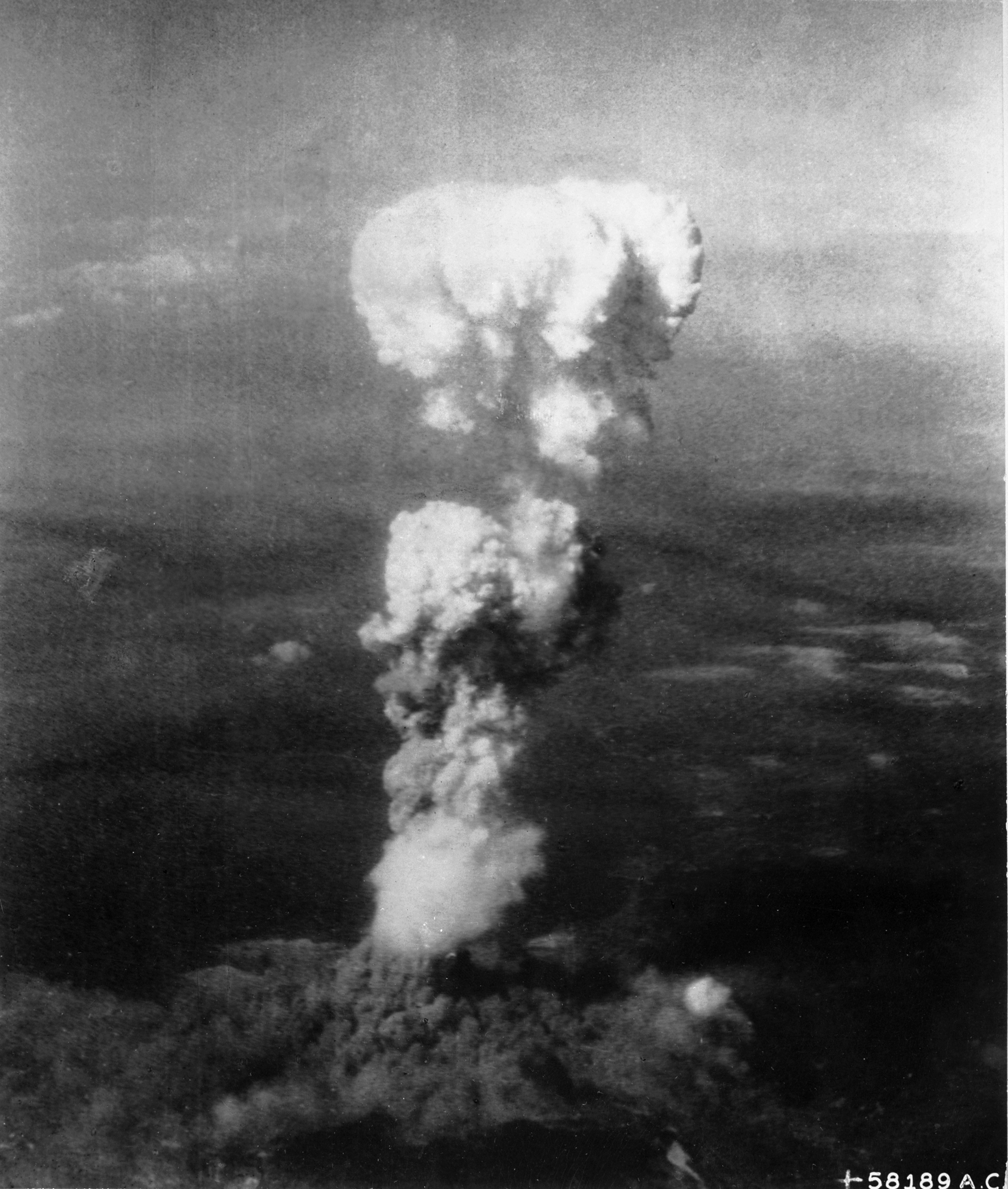
広島での核爆発によるキノコ雲（8月6日）

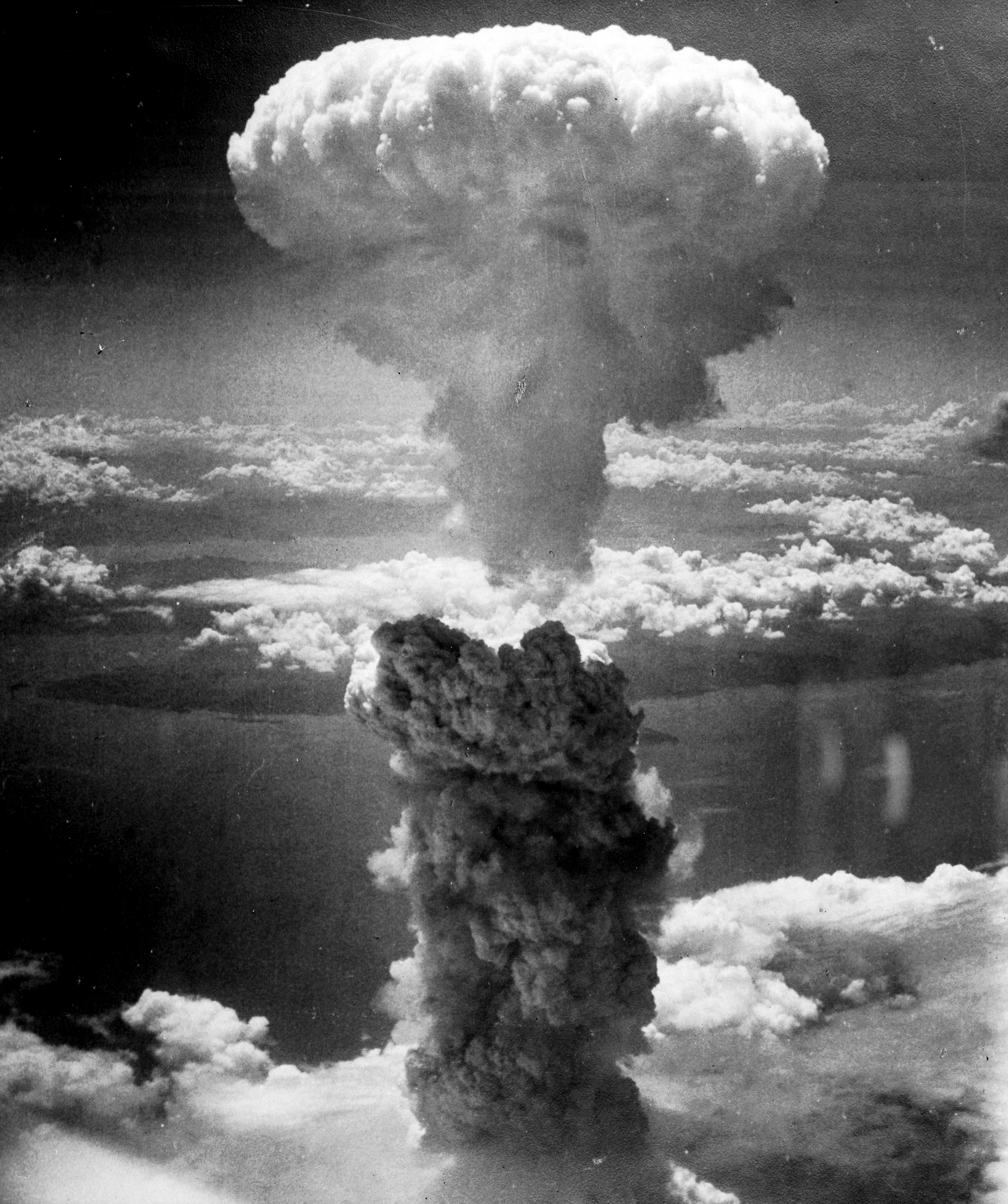
長崎での核爆発によるキノコ雲（8月9日）

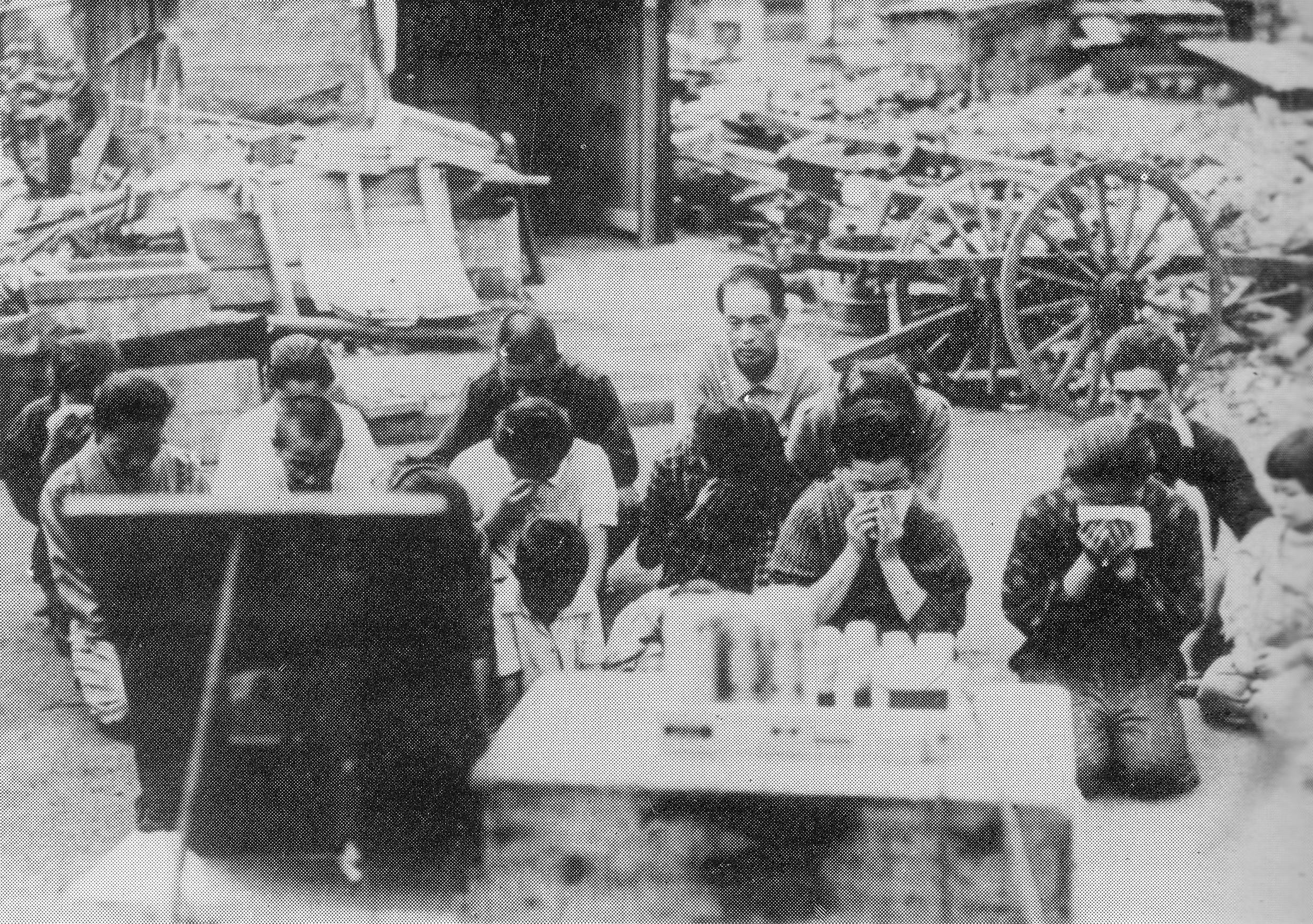
玉音放送を聞く日本国民(8月15日12時)

- 8月3日 - 日本陸軍の病院船「橘丸」が米軍に拿捕、同船が国際法に違反する形で兵員・兵器を輸送していたことが発覚し陸軍史上最大の1500名の捕虜を出す（橘丸事件）。
- 8月6日午前8時15分 - 米軍が広島市へ原子爆弾投下。
- 8月7日 - 日本海軍が初の国産ジェット機「橘花」の試験飛行を実施。
- 8月8日深夜 - ソ連が日ソ中立条約を破棄、日本に宣戦布告。
- 8月9日
  - 未明にソ連軍が満州へ侵攻して対日参戦開始。現地の日本軍兵士は捕虜としてシベリアに強制送還された（シベリア抑留）。
  - 午前、ポツダム宣言の受諾の可否について最高戦争指導会議が開かれる。
  - 午前11時02分、米軍が長崎市へ原子爆弾投下。
- 8月10日
  - 午前0時03分、ポツダム宣言の受諾の可否について御前会議が開催される。
  - 未明、御前会議で「国体の護持」を条件に日本のポツダム宣言の受諾を決定、連合国側へ打電。
  - 午後8時すぎ、その旨を同盟通信社のモールス信号と日本放送協会の海外向け放送が伝える。
- 8月11日 ソ連軍が日ソ国境を越えて南樺太へ侵攻（樺太の戦い）。
- 8月12日 - 連合国側が、国体護持について明瞭には触れず、降伏後の日本統治について回答（「バーンズ回答」）。
- 8月13日
  - バーンズ回答を巡って最高戦争指導会議・閣議が紛糾。
  - 小山克事件。
- 8月14日
  - 午前11時、昭和天皇が御前会議でポツダム宣言受諾の意思を表明。
  - 午後9時、ラジオで「15日正午より重大発表あり」という旨の放送。
  - 午後11時、ポツダム宣言受諾を連合国側に通知。
  - 午後11時20分、昭和天皇が玉音放送を録音。
  - 終戦直後は8月14日が日本政府にとっての終戦の日であった。
  - 大本営が攻勢作戦の停止を発令（自衛反撃は継続）。
  - 米軍が大阪砲兵工廠、光海軍工廠、土崎港（秋田市）の製油所などを爆撃。
- 8月15日
  - 陸軍一部がクーデター未遂（宮城事件）。
  - 日本標準時正午に、昭和天皇の肉声で読み上げられた終戦詔書が、ラジオで放送される（玉音放送）。日本国民にとって敗戦の日となる（終戦の日）。
  - 鈴木貫太郎内閣総辞職。
- 8月17日 - 東久邇宮内閣成立。
- 8月18日
  - ソ連軍が千島列島で攻撃開始。
  - 内務省が占領軍向け特殊慰安施設を設置するよう地方長官に通達。
  - 東京に飛来した米軍偵察機を高射砲・零戦で迎撃。
- 8月19日
  - 大本営が戦闘中止を発令。
  - 昭和天皇が東久邇宮稔彦王首相に燈火管制解除等を指示。
- 8月22日
  - 三船殉難事件。
  - 海軍総隊司令部が戦闘停止を発令。
  - 天気予報（ラジオ）復活（3年8カ月ぶり）。
  - 燈火管制解除・信書検閲停止。
- 8月23日
  - 日本陸海軍の復員開始。
  - 音響管制解除・電報小包制限解除・娯楽興行再開許可。
  - ソビエト連邦の指導者ヨシフ・スターリンが日本軍捕虜のソ連国内への移送を指令（シベリア抑留）。
- 8月24日
  - 川口放送所占拠事件。
  - 松江騒擾事件。
- 8月26日
  - 大東亜省・軍需省廃止、農商省を農林省と商工省に分離。
  - 終戦連絡事務局設置。
- 8月27日 - 占領軍向け特殊慰安施設の第1号開業（小町園、東京大森）。
- 8月28日
  - 連合国軍先遣部隊が沖縄本島より厚木飛行場に到着（26日の計画であったが暴風雨のため2日遅れ）。
  - 東久邇宮首相が記者会見で「将来言論を活発に」「一億総懺悔」等発言（新聞発表は8月30日）。
- 8月30日
  - ダグラス・マッカーサー連合国軍最高司令官（SCAP）が沖縄本島より厚木飛行場に到着し、米太平洋軍総指令部 (USAPA) を横浜税関に設置。
  - ソ連は北海道占領への樺太での軍事行動を停止。
  - 五所平之助監督の『伊豆の娘たち』が上映。戦後初の封切り映画となる
- 8月31日 - 米軍主力が横浜・館山に上陸。

### 9月
- 9月1日
  - 第88臨時議会召集。
  - 東京劇場興行再開。
  - 東亜交通公社が日本交通公社に改称。
  - NHK仙台放送局、NHK熊本放送局が第二放送の放送開始。
- 9月2日
  - 東京湾上の戦艦ミズーリ艦上で、重光葵・梅津美治郎らが降伏文書に調印（第二次世界大戦終結。米国にとっての対日戦勝記念日）。
  - 連合国軍最高司令官（SCAP）が陸海軍解体・軍需工業停止などを命令 (SCAPIN-1) 。
- 9月3日
  - ソ連軍が日本の北方領土を占領。
  - 英国人記者ウィルフレッド・バーチェットが広島の惨状を取材し「No More Hiroshima」と打電。
- 9月4日
  - 米軍進駐により神奈川県で女学校に休校を指示。
  - ウェーク島の日本軍が降伏。
- 9月5日 - 連合国軍がアイヴァ・ダキノを東京ローズとして逮捕。
- 9月6日 - 中央本線笹子駅で脱線事故（死者61名）。
- 9月8日 - 連合国軍最高司令官（SCAP）を兼ねる米マッカーサー元帥が東京に進駐。
- 9月9日
  - 南京において中国の日本軍が降伏文書に調印。
  - NHKが歌謡曲・軽音楽の放送を再開。
- 9月10日
  - SCAPが「新聞報道取締方針」(SCAPIN-16) を発令し検閲を開始（プレスコード）。
  - SCAPが日本軍大本営廃止 (SCAPIN-17) を発令（13日24時以前に廃止）。
- 9月11日 - 東條英機元首相ら戦犯容疑者39人に逮捕令（東條は自殺未遂）。
- 9月12日
  - SCAPのマッカーサー元帥が記者会見で「日本は四等国に転落」と発言。
  - シンガポールの日本軍が降伏。
- 9月13日
  - 大本営廃止。
  - 元厚相小泉親彦中将が割腹自殺。
- 9月14日
  - 大日本政治会解散。
  - 連合国軍が、占領軍の動静を海外に発信していた同盟通信社に業務停止命令（事前検閲に移行）。
- 9月15日
  - 連合国軍総司令部を東京・日比谷の第一生命館に移転。
  - 連合国軍の民間検閲支隊フーバー大佐が「連合国に対する批判禁止・100%の検閲実施」を表明。
  - 科学教材社『日米会話手帳』刊行。
- 9月17日
  - 枕崎台風来襲（死者・行方不明2400名）。
  - 重光葵外相辞任（後任吉田茂）。
- 9月18日 - SCAP、鳩山一郎談話他を掲載した『朝日新聞』に発行停止命令 (SCAPIN-34) 。
- 9月19日
  - SCAP、日本新聞遵則 (Press Code for Japan) を発令 (SCAPIN-33)（発表21日）
  - SCAP、 ニッポンタイムズに発行停止命令 (SCAPIN-37)
- 9月20日 - 文部省が教科書の軍国的表現に墨塗りを指示（終戦二伴フ教科用図書取扱方二関スル件）
- 9月21日 - 連合国軍が、東京飛行場(羽田)を接収するために海老取川以東住民（3000名，1200世帯）へ48時間以内の強制立退きを命令
- 9月22日 - SCAPが日本放送遵則 (Radio Code for Japan) を発令 (SCAPIN-43)
- 9月24日 - SCAP、「新聞界の政府からの分離」を発令 (SCAPIN-51)
- 9月25日 - 外国人記者2名が昭和天皇に拝謁しインタビューを行う
- 9月26日
  - 復員船第1船「高砂丸」がメレヨン島より別府に到着
  - 三木清が豊多摩拘置所で獄死
- 9月27日 - 昭和天皇がマッカーサー元帥を訪問（第1回昭和天皇・マッカーサー会見）
- 9月29日
  - 新聞各紙が昭和天皇のマッカーサー元帥訪問時の写真、および天皇のインタビュー記事を掲載したため、情報局が新聞紙法により頒布禁止とするが、SCAPは「新聞と言論の自由に関する新措置」を発令 (SCAPIN-66) し頒布禁止を無効化。

### 10月
- 10月 - 魚悦商店（現在のマルエツ）創業。
- 10月1日 - 光文社設立。
- 10月2日 - 連合国軍最高司令官総司令部 (GHQ/SCAP) 設置。
- 10月4日 - GHQ、「政治的、公民的及宗教的自由に対する制限除去」発令。(SCAPIN-93, Removal of Restrictions on Political, Civil, and Religious Liberties)
- 10月5日 - 東久邇宮内閣が総辞職。(SCAPIN-93逡巡)
- 10月6日 - 特別高等警察が廃止される。
- 10月9日 - 幣原喜重郎内閣成立。
- 10月10日 - 徳田球一・志賀義雄ら政治犯11名が釈放。
- 10月11日 - GHQ、五大改革と大日本帝国憲法改正を指令。
- 10月14日 - 長崎県壱岐島沖で珠丸が機雷に触れ沈没、乗客・乗組員240人死亡。
- 10月15日 - 治安維持法が廃止される。
- 10月19日 - 駅名の表記が左書きに統一される。
- 10月22日 - GHQ、「日本教育制度ニ対スル管理政策」発令。(SCAPIN-178, Administration of the educatinal system of Japan)
- 10月25日
  - 台湾光復式典。台湾の領有権が、大日本帝国から中華民国に転換。
  - 憲法問題調査委員会設置（委員長松本烝治）。
  - 警視庁が、東京都内における待合茶屋・バー・料亭などの営業を許可する。
- 10月29日 - 日本勧業銀行が第1回宝くじを発売する。
- 10月30日 - GHQ、「教育及ビ教育関係官ノ調査、除外、認可ニ関スル件」発令。(SCAPIN-212, Investigation, screening, and certification of teachers)

### 11月
- 11月2日
  - 日本社会党結成。(書記長片山哲)
- 11月3日
  - 新日本婦人同盟結成。(会長市川房枝)
- 11月6日
  - GHQ、財閥解体を指令。
  - セネタース（現在の北海道日本ハムファイターズ）設立。
- 11月9日 - 日本自由党結成。(総裁鳩山一郎)
- 11月12日 - 福岡県内のトンネルで旧日本軍の火薬約532トンを焼却処分したところ大爆発し、死者147名を出す。（二又トンネル爆発事故）
- 11月16日 - 日本進歩党結党。(書記長鶴見祐輔)
- 11月19日 - GHQ、松岡洋右・小磯国昭ら11人の戦争犯罪人の逮捕を指令。
- 11月23日 - 角川書店設立。
- 11月30日 - 大本営令が廃止[2]。

### 12月
- 12月7日 - マニラの連合国軍軍事裁判で山下奉文陸軍大将に死刑宣告。
- 12月8日 - GHQ、連合国司令部記述として全国の新聞へ太平洋戰爭史を連載させる。
- 12月9日 - 日本でGHQが農地改革を指令。GHQによって「眞相はかうだ」の放送が開始される。
- 12月15日 - 日本でGHQが神道指令を発する。
- 12月17日 - 日本でGHQの監督で衆議院議員選挙法が改正される。女性参政権が認められる。
- 12月18日 - 衆議院解散（終戦解散、戦後初の衆議院解散）
- 12月24日 - 生田警察署襲撃事件
- 12月26日
  - 第89臨時議会召集。
  - 戦後初の新規鉄道路線である矢部線が開業。
- 12月31日
  - 日本のNHKラジオ第1で『紅白音楽試合』（『NHK紅白歌合戦』の前身）放送。
  - 高野岩三郎「改正憲法試案要綱」発表。
  - GHQ、「修身、日本歴史及ビ地理停止ニ関スル件」(SCAPIN-519) を発令。修身、国史、地理の授業は中止、教科書は回収される。

## 日本への空襲関係
- 回数は1945年の年初からの回数で、可能な限り当時の自治体で換算。

### 1月
- 1月3日 - マリアナ諸島から発進したB29×78機が名古屋・大阪を空襲。
- 1月6日 - B29×80機が九州を空襲。
- 1月9日 - B29×60機が関東・東海道・近畿を空襲。
- 1月14日 - B29×73機が名古屋を空襲、伊勢神宮外宮も被弾。
- 1月19日 - B29×80機が阪神を空襲。
- 1月27日 - B29×70機が東京（特に有楽町・銀座）を空襲。

### 2月
- 2月15日 - B-29 54機によって三菱重工業名古屋発動機製作所や浜松市南部の海老塚地区・浜松基地などに空襲。

### 3月
- 3月10日
  - 岩手県盛岡市に空襲。630人が家を失い、3人が死亡、5人が負傷。
  - 宮城県仙台市に空襲（仙台市内で1回目）。
  - 3月9日深夜より、東京大空襲（東京都心で2回目の空襲）
  - 千葉県銚子市に空襲（銚子市内で1回目）。
- 3月12日 - 愛知県名古屋市にアメリカ軍による初の市街地大規模空襲を受ける（名古屋大空襲、名古屋市内で1回目の空襲）
- 3月13日
  - 大阪大空襲（大阪市内で1回目の空襲）
  - 大阪府堺市で空襲（堺市内で1回目）。死者・行方不明者　約1,860人、焼失家屋　約19,000戸。
- 3月17日 - 兵庫県神戸市にB29が309機飛来し、空襲（神戸市内で1回目）。死者2598名。負傷者8558名。全焼6万5千戸。罹災人口23万6千名。
- 3月18日 - 大分県大分市に空襲。（大分市内で1回目）
- 3月19日
  - 愛知県名古屋市に空襲（名古屋市内で2回目）。死者1037名。負傷者2813名。焼失3万6千戸。
  - 広島県呉市の呉軍港に空襲（呉市内で1回目）。
- 3月24日 - 愛知県名古屋市に空襲（名古屋市内で3回目）。
- 3月27日 - 福岡県小倉市（現・北九州市）に空襲。

### 4月
- 4月7日 - 和歌山県新宮市で空襲（新宮市内で1回目）。
- 4月8日 - 岡山県玉野市に空襲。
- 4月12日
  - 福島県郡山市に空襲（郡山空襲、郡山市内で1回目）。死者460人。
  - 岐阜県稲葉郡（現・各務原市）に空襲（現在の各務原市内で1回目）。
- 4月13日 - 東京都内へB29 330機が飛来し、空襲（東京都心で2回目）。死者2459名。焼失20万戸。爆撃により皇居の一部や明治神宮の本殿・拝殿が焼失
- 4月15日
  - 東京都内へB29 202機が飛来し、空襲（東京都心で3回目）。死者841名。焼失6万8400戸。
  - 神奈川県川崎市に空襲、約200機のB-29が9,000発の焼夷弾と1,340発の爆弾を投下した。
- 4月21日 - 大分県大分市に空襲（大分市内で2回目）。
- 4月26日 - 山口県宇部市に空襲（宇部市内で1回目）。藤山国民学校付近に爆弾での攻撃がされ、罹災者は88人。
- 4月30日 - 静岡県浜松市に空襲（浜松市内で2回目）。

### 5月
- 5月3日 - 高知県野市町（現・香南市）に空襲。死者10名
- 5月5日
  - 広島県呉市の広工廠に空襲（呉市内で2回目）。
  - 大分県大分市に空襲（大分市内で3回目）。
- 5月10日
  - 山口県徳山市（現・周南市）の第三海軍燃料廠へ空襲（徳山市内で1回目）。死者500人以上、負傷者約1000人。
  - 愛媛県宇和島市に空襲。（宇和島市内で1回目）死者115人。重傷者26人。軽傷者55人。
- 5月11日
  - 兵庫県西宮市に空襲（西宮市内で1回目）。
  - 兵庫県芦屋市に空襲（芦屋市内で1回目）。死者39人。重軽傷者16人。全半壊175棟。
  - 兵庫県神戸市に空襲（神戸市内で2回目）。
- 5月14日
  - 愛知県名古屋市にB29 480機が飛来し、空襲（名古屋市内で3回目）。名古屋城の天守や金の鯱が焼失する。
  - 山口県宇部市に空襲（宇部市内で2回目）。港町工場地帯および福進町に機銃攻撃されて、罹災者は6人。
- 5月19日 - 静岡県浜松市の東部と北西部に空襲（浜松市内で3回目の空襲）。死者450人
- 5月24日 - 東京大空襲（ - 5月26日、東京都心で4回目の空襲）。3月9日-10日の時を上回るB-29最大出撃規模の空襲。
- 5月29日 - 神奈川県横浜市に空襲（横浜大空襲）。B29爆撃機517機、P51戦闘機101機が焼夷弾31916個（2570トン）を投下。被災者は31万人を超え約8000人が死亡。

### 6月

#### 6月上旬
- 6月1日
  - 兵庫県尼崎市に空襲（尼崎市内で1回目）。
  - 大阪府大阪市に空襲（大阪市内で2回目）。
  - 奈良県奈良市に空襲（奈良市内で1回目）。
- 6月5日
  - 兵庫県西宮市に空襲（西宮市内で2回目）。
  - 兵庫県芦屋市に空襲（芦屋市内で2回目）。死者11人。重傷者5人。
  - 兵庫県神戸市に空襲（神戸市内で3回目）。死者3,184人　被害家屋55,368戸。
  - 和歌山県新宮市に空襲（新宮市内で2回目）。
- 6月7日
  - 大阪府豊中市上空に400機を超えるB29爆撃機が飛来し、空襲。爆撃は1時間半にわたった。
  - 大阪府大阪市に空襲（大阪市内で3回目）。
- 6月9日
  - 愛知県名古屋市熱田区に空襲（熱田空襲、名古屋市内で4回目）。死者2000人以上。
  - 岐阜県各務原市の陸軍航空廠に空襲（各務原市内で2回目）。
  - 兵庫県鳴尾村（現・西宮市）に空襲（鳴尾村内で1回目）。
- 6月10日
  - 千葉県千葉市に空襲（千葉空襲、千葉市内で1回目）。死者391人
  - 茨城県日立市に空襲（日立市内で1回目）。死者1200人以上
  - 茨城県土浦市に空襲。

#### 6月中旬
- 6月15日
  - 大阪府大阪市に空襲（大阪市内で4回目）・
  - 大阪府堺市に空襲（堺市内で2回目）。
  - 兵庫県尼崎市に空襲（尼崎市内で2回目）。
  - 兵庫県西宮市に空襲（西宮市内で3回目）。
  - 兵庫県芦屋市に空襲（芦屋市内で3回目）。
  - 奈良県田原本町に空襲。
- 6月18日
  - 静岡県浜松市に空襲（浜松空襲、浜松市内で4回目）。死者1720人。焼失家屋15400戸。
  - 三重県四日市市上空に達したB29爆撃機89機が投弾を開始、焼夷弾11,000発を投下し死者736人、行方不明者63人となる。（四日市市内で1回目の空襲）
  - 福岡県大牟田市に空襲（大牟田市内で1回目）。
  - 鹿児島県鹿児島市に空襲。死者2,316人、負傷者5,000人以上、家屋被災約11,600戸
- 6月19日 - 福岡県福岡市にB29爆撃機239機が飛来し、空襲（福岡大空襲）。罹災家屋12,693戸。死者902人、行方不明者244人、負傷者1078人となる。
- 6月20日
  - 静岡県静岡市に空襲。死者1952人　焼失家屋30045戸。
  - 愛知県豊橋市に空襲（豊橋空襲）。死者624人。

#### 6月下旬
- 6月21日 - 愛知県名古屋市にB29爆撃機120機が飛来し、空襲（名古屋市内で5回目）。死者426人。負傷者327人。
- 6月22日
  - 岐阜県各務原市に空襲（各務原空襲、各務原市内で3回目）
  - 和歌山県新宮市に空襲（新宮市内で3回目）。
  - 岡山県倉敷市水島に空襲（水島空襲）。死者11人、重軽傷者46人。
  - 広島県呉市の呉工廠に空襲（呉市内で3回目）。
  - 愛媛県宇和島市に空襲（宇和島市内で2回目）。死者9人。軽傷者18人。
- 6月26日
  - 岐阜県各務原市に空襲（各務原空襲、各務原市内で4回目）
  - 大阪府大阪市に空襲（大阪市内で5回目）。
  - 大阪府堺市に空襲（堺市内で3回目）。
  - 奈良県奈良市に空襲（奈良市内で2回目）。
- 6月27日 - 京都府京都市西陣に空襲。死者43人　負傷者66人。全壊71戸　半壊84戸　一部損壊137戸。
- 6月28日
  - 広島県呉市に空襲（呉市内で4回目）。
  - 長崎県佐世保市にB29爆撃機141機が飛来し、焼夷弾約1200トンを投下（佐世保大空襲）。死者約1300人、罹災市民約6万5千人。
- 6月29日
  - 岡山県岡山市にB29爆撃機約70機が飛来し、空襲（岡山空襲）。死者1737人。罹災家屋25,000戸。罹災市民12万人。岡山城の天守などが焼失。
  - 愛媛県宇和島市に空襲（宇和島市内で3回目）。死者8人。重傷者2人　軽傷者18人。
  - 山口県下関市に空襲（下関市内で1回目）。死者17人。負傷者285人。罹災人口6,333人。
  - 福岡県門司市（現・北九州市門司区）に空襲。
  - 宮崎県延岡市に空襲（延岡大空襲）。

### 7月

#### 7月上旬
- 7月1日
  - 広島県呉市街に空襲（呉市街空襲、呉市内で5回目）。
  - 熊本県熊本市に空襲（熊本市内で1回目）。
- 7月2日
  - 愛媛県宇和島市に空襲（宇和島市内で4回目）。人的被害はなし。
  - 山口県宇部市に東部市街地の大部分および西部の一部への焼夷弾攻撃（宇部市内で3回目の空襲）。　罹災者は24,277人。
  - 山口県下関市に空襲（下関市内で2回目）。死者307人。負傷者774人。罹災人口38,692人。罹災家屋8,600戸。
- 7月3日 - 兵庫県姫路市に空襲。
- 7月4日
  - 和歌山県新宮市に空襲（新宮市内で4回目）。
  - 徳島県徳島市に空襲。
  - 香川県高松市がB-29戦略爆撃機116機による、焼夷弾の絨緞攻撃を受ける。空襲被災地域は市街地の約80%、被害建築物18,913戸。罹災者86,400人、死者1,359名。
  - 高知県高知市に空襲。
- 7月5日 - 宮城県仙台市芦の口（現・太白区）に爆弾投下（仙台市内で2回目）。
- 7月6日
  - 千葉県千葉市に空襲（千葉空襲、千葉市内で2回目）。死者1,204人
  - 翌7月7日にかけて山梨県甲府市に空襲（甲府空襲）。死者1,127名。全焼17,920戸。
- 7月7日
  - 静岡県沼津市に空襲（沼津大空襲）。
  - 静岡県清水市（現・静岡市清水区）に空襲（清水市内で1回目）。
  - 兵庫県明石市に空襲。
- 7月9日
  - 岐阜県岐阜市に空襲（岐阜空襲）。死者約900人。住家を失った人は約10万人（市民の約60%）。
  - 大阪府堺市に空襲（堺市内で4回目）。死者約1,860人　焼失家屋18,000戸。
  - 和歌山県和歌山市に空襲（和歌山大空襲）。死者約1,200人。
- 7月10日
  - 宮城県仙台市に空襲（仙台空襲、仙台市内で3回目）　死者約1,863人。
  - 大阪府大阪市に空襲（大阪市内で6回目）。
  - 大阪府堺市に空襲。（堺市内で5回目）

#### 7月中旬
- 7月12日
  - 宮城県仙台市近郊地域に焼夷弾36個を投下。（仙台市内で4回目の空襲）
  - 栃木県宇都宮市に空襲宇都宮空襲。死者1,679人。
  - 栃木県鹿沼市に空襲。死者9名
  - 福井県敦賀市に空襲（敦賀空襲を参照。敦賀市内で1回目）。死者109人。負傷者201人。
  - 岐阜県各務原市に空襲（各務原空襲、各務原市内で5回目）
  - 翌7月13日にかけて愛媛県宇和島市に空襲宇和島市内で5回目）。死者28人。重傷者15人。軽傷者34人。
- 7月13日
  - 愛知県一宮市に空襲（一宮市内で1回目）。
  - 宮城県仙台市に空襲（仙台市内で5回目）。
- 7月14日
  - 岩手県釜石市に空襲。死者515人以上。
  - 奈良県王寺町に空襲。少なくとも2人死亡。
- 7月14日 - 7月15日
  - 北海道函館市に空襲。
  - 北海道小樽市に空襲。
  - 北海道苫小牧市に空襲。
  - 北海道網走市に空襲。死者14人。
  - 北海道留萌市に空襲。
  - 北海道旭川市に空襲。死者1人
  - 北海道室蘭市に空襲。死者439人、負傷者23人。
  - 北海道釧路市に空襲。死者192人、負傷者273人。
  - 北海道帯広市に空襲。
  - 北海道根室市に空襲。死者400人、負傷者192人。
  - 北海道本別町に空襲。
    - 以上については北海道空襲も参照。

  - 青森県八戸市に空襲。
  - 青森県三沢市に空襲。
  - 青森県大湊町（現・むつ市）に空襲（大湊町内で1回目）。
- 7月15日
  - 岐阜県各務原市に空襲（各務原市内で6回目）。
  - 岐阜県多治見市で国鉄太多線を走行中の列車が多治見駅に到着する間際に機銃掃射を受ける（多治見空襲）。
  - 山口県宇部市の帝国燃料西側および西部の一部への爆弾での攻撃（宇部市内で4回目の空襲）。罹災者は29人。
- 7月17日
  - 茨城県日立市で艦砲へ射撃（日立市内で2回目の攻撃）。死者317人
  - 神奈川県平塚市にB29 130機が飛来し、9077発・1039トンの焼夷弾を投下。この空襲による死者544名。18954戸が焼失。
  - 静岡県沼津市に空襲。
  - 岐阜県各務原市に空襲（各務原市内で7回目）
  - 三重県桑名市に空襲（桑名市内で1回目）。死者416人。
  - 和歌山県新宮市に空襲（新宮市内で5回目）。
  - 大分県大分市と別府市浜脇地区に空襲（大分市内で4回目）。死者1193人。2358戸が焼失。
- 7月18日 - 千葉県白浜町（現・南房総市）の野島埼で艦砲射撃。死者6人。
- 7月19日
  - 茨城県日立市に空襲（日立市内で3回目の攻撃）。死者2,199人。
  - 千葉県銚子市に空襲（銚子空襲、銚子市内で2回目）。死者337人。負傷者844人。
  - 福井県福井市に空襲（福井空襲）。死者1,576人。
  - 岐阜県各務原市に空襲（各務原市内で8回目）。
  - 京都府長岡京市に空襲。死者1人、負傷者数人。
  - 奈良県明日香村にて空襲。少なくとも1人死亡。
- 7月20日
  - 8時13分頃、新潟県長岡市の信濃川沿いの畑に模擬原爆パンプキン（以下・模擬原爆）投下。4人が死亡、5人が負傷。この日以降8月14日にかけて、模擬原爆が落とされていくことになる。
  - 8時34分頃、福島県福島市に模擬原爆投下。死者1人　負傷者2人
  - 福島県平市（現・いわき市）に模擬原爆投下。死者なし
  - 9時前、茨城県日立市に模擬原爆投下。死者1人　およそ10人が負傷。
  - 9時過ぎ、静岡県焼津市に模擬原爆投下。負傷者6人
  - 東京・八重洲に模擬原爆投下。死者1人　負傷者62人
  - 富山県富山市に模擬原爆投下。死者47人　負傷者40人以上。
  - 愛知県岡崎市に空襲。
  - 岐阜県各務原市に空襲（各務原市内で9回目）。
  - 9時26分頃、大阪府大阪市東住吉区に模擬原爆投下。死者80人、負傷者73人、倒壊など485戸の被害。

#### 7月下旬
- 7月22日
  - 愛媛県宇和島市に空襲（宇和島市内で6回目）。人的被害はなし。
  - 奈良県奈良市に空襲（奈良市内で3回目）。
  - 奈良県法隆寺村（現・斑鳩町）に空襲。
  - 翌7月23日にかけて高知県大方町（現・黒潮町）に空襲。
  - 高知県土佐山田町（現・香美市）で空襲。
- 7月23日 - 山口県宇部市の帝国燃料およびその他の工場への爆弾攻撃（宇部市内で5回目の空襲）。罹災者は18人。
- 7月24日
  - 三重県津市に空襲（津市内で1回目）。死者1,239人
  - 三重県桑名市に空襲（桑名市内で2回目）。
  - 三重県四日市市に模擬原爆投下。死者2人　負傷者4人。
  - 岐阜県大垣市に模擬原爆投下。死者20人　負傷者100人。
  - 岐阜県各務原市に空襲（各務原市内で10回目）。
  - 滋賀県大津市に模擬原爆投下。死者15人　負傷者250人。
  - 大阪府大阪市に空襲（大阪市内で7回目）。
  - 兵庫県西宮市に空襲（西宮市内で4回目）。
  - 兵庫県神戸市内の4ヶ所に模擬原爆投下。合わせて8人以上が死亡。
  - 和歌山県新宮市に空襲（新宮市内で6回目）。
  - 岡山県岡山市をはじめとして岡山県南部の操車場や運行中の列車などに機銃掃射。死者44人。
  - 広島県呉軍港に空襲（呉市内で6回目）。
  - 愛媛県新居浜市内2ヶ所に模擬原爆投下。合わせて36人が死傷。
  - 愛媛県西条市の倉敷絹織（現・クラレ）西条工場に模擬原爆投下。負傷者7人
  - 奈良県榛原町（現・宇陀市）に空襲。死者11人、負傷者27人。
- 7月25日
  - 愛媛県宇和島市に空襲（宇和島市内で7回目）。重傷者2人。軽傷者8人。
  - 大分県津久見市の保戸島で爆弾を投下（保戸島空襲）。児童125人、教師2人が即死。70数人が重軽傷を負う。
  - 和歌山県串本町で艦砲射撃。
- 7月26日
  - 大阪府大阪市東住吉区に模擬原爆投下。この空襲による死者10人　負傷者85人。
  - 新潟県鹿瀬町（現・阿賀町）の昭和電工鹿瀬工場付近に模擬原爆投下。負傷者2人。
  - 新潟県柏崎市に模擬原爆投下。死者2人　負傷者6人。
  - 富山県富山市に模擬原爆が投下される。死者16人　負傷者40人以上。なお、投下した機体は8月9日に長崎で原爆を投下したボックスカー。
  - 静岡県焼津市に模擬原爆投下。
  - 静岡県島田市に模擬原爆投下。死者49人　負傷者150人以上。
  - 静岡県浜松市に模擬原爆投下。
  - 愛知県名古屋市に模擬原爆投下。死者5人　負傷者多数。投下した機体は8月6日に広島で原爆を投下したエノラ・ゲイ。
  - 福島県平市（現・いわき市）に模擬原爆投下（平空襲）。死者3人　負傷者53人
  - 茨城県日立市に模擬原爆投下。死者1人
  - 夜11時頃から翌日未明にかけて愛媛県松山市に空襲（松山市内で1回目）。死者・行方不明者259人、被災戸数14,300戸、被災者62,200名。
- 7月27日
  - 山口県徳山市（現・周南市）に空襲（徳山市内で2回目）。死者482人。負傷者469人。
  - 福岡県大牟田市に空襲（大牟田市内で2回目）。
  - 熊本県松橋町（現・宇城市）の国鉄鹿児島本線・松橋駅構内で列車が米軍陸軍機による機銃掃射を受ける。死者24人。
  - 愛媛県宇和島市に空襲（宇和島市内で8回目）。人的被害なし。
- 7月28日
  - 青森県青森市に空襲（青森大空襲）。死者731名、重傷者40名、軽傷者242名、焼失家屋15111戸　市街地の81パーセントを焼失。
  - 青森県大湊町（現・むつ市）に空襲。（大湊町内で2回目）
  - 広島県呉軍港に空襲（呉市内で7回目）。
  - 山口県宇部市の海岸地帯一円および工場地帯への機銃攻撃（宇部市内で6回目の空襲）。罹災者は42人。
  - 三重県津市に空襲（津市内で2回目）。
  - 愛知県一宮市に空襲（一宮市内で2回目）。
  - 岐阜県各務原市に空襲（各務原市内で11回目）。
  - 鳥取県米子市に空襲。
  - 鳥取県所子村（現・大山町）の国鉄山陰本線大山口駅構内で停車中の鳥取発出雲今市行き列車が機銃掃射を受ける（大山口列車空襲）。死者44名。負傷者31名以上。
  - 奈良県柳本町（現・天理市）柳本飛行場と河合村（現・河合町）の近畿日本鉄道田原本線大輪田駅で機銃掃射。少なくとも1人死亡。
- 7月29日
  - 福島県郡山市内2ヶ所に模擬原爆投下（郡山市内で2回目の空襲）。死者49人　負傷者224人。
  - 東京都保谷市（現在の西東京市）に模擬原爆投下。死者3人　負傷者8人。
  - 和歌山県和歌山市に模擬原爆投下。
  - 京都府舞鶴市に空襲。死者97人　負傷者100人以上。
  - 山口県宇部市の海岸通りや工場地帯に3発の模擬原爆投下（宇部市内で7回目の空襲）。20数名の死者。401名の負傷者。
  - 岐阜県大垣市に空襲（大垣空襲）。
  - 静岡県浜松市で艦砲射撃（浜松市内で5回目の攻撃）。死者177人。
- 7月30日
  - 岐阜県各務原市に空襲（各務原市内で12回目）。
  - 三重県桑名市に空襲（桑名市内で3回目）。
  - 愛媛県宇和島市に空襲（宇和島市内で9回目）。死者100人。重傷者12人。軽傷者160人。
  - 奈良県郡山町（現・大和郡山市）に機銃掃射。少なくとも2人死亡。
- 7月31日 - 静岡県清水市（現・静岡市清水区）で艦砲射撃（清水市内で2回目の攻撃）。死者44人。

### 8月
- 8月1日
  - 新潟県長岡市に空襲（長岡空襲）。死者1470人余。焼失11,986戸。
  - 茨城県水戸市に空襲（水戸市内で1回目）。死者1,535人。
  - 千葉県銚子市に空襲（銚子市内で3回目）。死者4人。
  - 東京都八王子市に空襲。死者約2,900人。（八王子空襲）
- 8月2日
  - 富山県富山市にB-29が174機で空襲（富山大空襲）。死者約2,700人以上。目標破壊率は99.5%で、全国一。
  - 茨城県水戸市に空襲（水戸市内で2回目）。
  - 岐阜県各務原市に空襲（各務原市内で13回目）。
- 8月5日
  - 群馬県の前橋市と高崎市に空襲　死者1,323人。
  - 和歌山県新宮市に空襲。（新宮市内で7回目）
  - 佐賀県佐賀市に空襲。
  - 東京都浅川町（現・八王子市）内を走る国鉄中央本線・浅川 - 与瀬間で長野行き普通列車が米軍陸軍機による機銃掃射を受ける。死者52人。（湯の花トンネル列車銃撃事件）
  - 山口県宇部市の帝国燃料工場全体および助田上町付近への爆弾攻撃（宇部市内で8回目の空襲）。で罹災者は563人。
  - 夜11時50分頃から日付をまたいで愛媛県今治市に空襲。死者454人、重傷者150人、全焼家屋8,199戸、罹災者34,200人。
- 8月6日
  - 兵庫県西宮市に空襲（西宮市内で5回目）。死者716人。負傷者1,301人。
  - 兵庫県武庫郡鳴尾村に空襲（鳴尾村内で2回目）。死者188人。負傷者235人。
  - 兵庫県芦屋市に空襲（芦屋市内で4回目）。死者145人。重軽傷者170人。
  - 兵庫県武庫郡御影町（現・神戸市東灘区御影）に空襲。死者1,188人。負傷者1,582人。
  - 和歌山県新宮市に空襲（新宮市内で8回目）。
  - 宮崎県都城市に空襲。
  - 米軍機エノラ・ゲイによって広島（原爆ドーム付近）へのウラン型原子爆弾（通称：Little Boy）投下（「広島市への原子爆弾投下」の項を参照）
- 8月7日
  - 愛知県豊川市の豊川海軍工廠に空襲。26分の間に、工場は壊滅。死亡者は2,477人。
  - 和歌山県新宮市に空襲（新宮市内で9回目）。
- 8月8日
  - 三重県桑名市に空襲（桑名市内で4回目）。
  - 広島県福山市への焼夷弾（ナパーム弾）投下（福山大空襲）。死者354人　重軽傷者864人、焼失家屋数10,179戸、被災者数47,326人
  - 福井県敦賀市に模擬原爆投下。死者33人。
  - 徳島県徳島市に模擬原爆投下。
  - 愛媛県宇和島市に模擬原爆投下（宇和島市内で10回目）。死者18人。
  - 福岡県八幡市（現・北九州市）に空襲。
  - 福岡県筑紫郡筑紫村（現・筑紫野市）の西鉄大牟田線の筑紫駅構内で西鉄福岡方面行き列車と大牟田方面行き列車双方が機銃掃射を受ける（筑紫駅列車空襲事件）。また、同じ福岡県内の久留米市にある西鉄大牟田線宮の陣駅でも同様に列車が機銃掃射を受ける。
  - 奈良県 北宇智村（現・五條市）国鉄和歌山線北宇智駅、北宇智国民学校、五條町の大川橋が米軍の空母艦載機による爆撃を受け、国民学校の児童ら死者5名以上負傷者49名以上。同日、下田、北今市で死者2名以上、高田製鋼所で死者2名以上、畝傍御陵前駅で死者1名以上。
- 8月9日
  - 米軍のボックスカーによって長崎へのプルトニウム型原子爆弾（通称：Fat Man）投下（「長崎市への原子爆弾投下」の項を参照）。
  - 青森県大湊町（現・むつ市）に空襲（大湊空襲）。死傷者300名以上。
  - 岩手県釜石市で艦砲射撃。死者301人。
- 8月9日 - 8月10日
  - 宮城県気仙沼市に空襲。
  - 宮城県女川町に空襲。
  - 宮城県小牛田町（現・美里町）に空襲。
  - 宮城県石巻市に空襲。死者6名。
  - 宮城県矢本町（現・東松島市）に空襲。
  - 宮城県多賀城市の多賀城海軍工廠（現・多賀城駐屯地）に空襲。
  - 宮城県仙台市の東京第一陸軍造兵廠仙台製造所（現・仙台駐屯地）や霞の目飛行場（現・霞目駐屯地）に空襲（仙台市内で6回目）。
  - 宮城県岩沼市に空襲。
  - 宮城県亘理町に空襲。
  - 宮城県船岡町（現・柴田町）に空襲。
- 8月10日
  - 大阪府堺市に空襲（堺市内で6回目）。
  - 和歌山県新宮市に空襲（新宮市内で10回目）。
  - 大分県大分市に空襲（大分市内で5回目）。
  - 岩手県花巻市に空襲。
  - 熊本県熊本市に空襲（熊本市内で2回目）。
- 8月11日 - 福岡県久留米市に空襲。死者212名。焼失家屋4506戸。
- 8月12日
  - 愛媛県松山市に空襲（松山市内で2回目）。
  - 愛媛県宇和島市に空襲（宇和島市内で11回目）。人的被害なし。
  - 宮崎県宮崎市に空襲。
- 8月13日 - 長野県長野市、上田市に艦載機による空襲（長野空襲）。
- 8月14日
  - 午後10時から翌15日3:30頃にかけて134機のB-29が来襲し、秋田県秋田市の土崎港で空襲（土崎空襲）。死者250名以上、製油所全滅。この空襲が、日本での第二次世界大戦最後の空襲である。
  - 愛知県春日井市の4か所に模擬原爆投下。死者7人、負傷者2人（ただしこれは、2か所の被害状況の記録で、残りの2か所は不明）。
  - 三重県四日市市の2箇所に模擬原爆投下。死者2人、負傷者56人（ただしこの数は、2ヶ所のうちの1か所の数で、もう1箇所の被害状況は不明）。
  - 大阪府大阪市の大阪砲兵工廠に空襲（大阪市内で8回目）。
  - 山口県岩国市に空襲。死者500人以上。
  - 山口県光市の海軍工廠に空襲。死者738名。
  - 群馬県伊勢崎市で空襲（伊勢崎空襲）。
  - 埼玉県熊谷市にB29 82機が飛来し、空襲（熊谷空襲）。死傷者687名。
  - 岐阜県各務原市に空襲（各務原市内で14回目）。
  - 愛知県挙母市（現在の豊田市）内3か所に模擬原爆投下。死者は出なかったが、トヨタ自動車の工場には甚大な被害があった。
- 8月15日
  - 神奈川県小田原市で空襲。500人以上が被災、30人から50人が死亡したと言われているが、正確な被害状況は把握されていない。
  - 宮城県仙台市に空襲（仙台市内で7回目）。

## 文化と芸術

### 文学
- 芥川賞 中断
- 直木賞 中断

### 演劇
歌舞伎
宝塚歌劇団

## スポーツ
- プロ野球

（戦争のため開催中止）
- 高校野球

（戦争のため開催中止）
- 大相撲（幕内最高優勝）
  - 夏場所　備州山大八郎
  - 秋場所　羽黒山政司

（大相撲は、終戦後に再開されたため、1945年は夏場所からの開催となる）

## 誕生

### 1月
- 1月1日 - 角淳一、パーソナリティ、元毎日放送アナウンサー
- 1月1日 - 熊谷貞俊、政治家
- 1月3日 - 長谷川一夫、元プロ野球選手（+ 2013年）
- 1月3日 - 中村晃子、歌手、女優
- 1月5日 - 佐藤一誠、プロ野球選手
- 1月6日 - 浜四津敏子、政治家（+ 2020年）
- 1月6日 - 松原智恵子、女優
- 1月7日 - はしだのりひこ、シンガーソングライター・フォークシンガー（+ 2017年）
- 1月8日 - 渡井美代子、チェスプレーヤー
- 1月10日 - 佐良直美、歌手
- 1月11日 - 日野茂、元プロ野球選手
- 1月12日 - 三木たかし、作曲家（+ 2009年）
- 1月15日 - 落合恵子、作家・元文化放送アナウンサー
- 1月17日 - 吉田勝彦、プロ野球選手
- 1月18日 - ピーコ、ファッション評論家、タレント
- 1月18日 - おすぎ、映画評論家、タレント
- 1月19日 - 佐高信、経済評論家
- 1月22日 - 高須克弥、美容外科医
- 1月23日 - 島谷金二、元プロ野球選手
- 1月24日 - 木村晋介、弁護士
- 1月24日 - 川端達夫、政治家
- 1月24日 - 宮内鎮雄、ナレーター、元TBSアナウンサー
- 1月25日 - 山口豪久、俳優（+ 1986年）
- 1月26日 - 岩崎信、大学教授
- 1月26日 - 飯塚佳寛、元プロ野球選手
- 1月29日 - 本間千代子、歌手・女優

### 2月
- 2月1日 - 高井保弘、元プロ野球選手（+2019年）
- 2月2日 - 舟崎克彦、作家・画家（+2015年）
- 2月4日 - 宮城谷昌光、時代小説作家
- 2月7日 - 菊川昭二郎、元プロ野球選手
- 2月9日 - 大隅良典、東京工業大学栄誉教授、2016年ノーベル生理学・医学賞受賞
- 2月15日 - 高橋直樹、元プロ野球選手
- 2月15日 - 迫田七郎、元プロ野球選手
- 2月15日 - わたせせいぞう、漫画家・イラストレーター
- 2月16日 - 逸見政孝、司会者・俳優、元フジテレビアナウンサー（+1993年）
- 2月16日 - 会田重雄、政治家
- 2月17日 - 箱崎晋一朗、歌手（+1988年）
- 2月21日 - 前田康介、元プロ野球選手
- 2月21日 - 坂田明、ジャズサックス奏者・タレント・俳優
- 2月23日 - 苑田聡彦、元プロ野球選手
- 2月24日 - 岡本颯子、絵本作家
- 2月24日 - 村上公康、元プロ野球選手
- 2月25日 - 松岡利勝、衆議院議員・農林水産大臣（+ 2007年）
- 2月25日 - 山下智茂、高校野球指導者

### 3月
- 3月3日 - 吉川碧堂、書家
- 3月4日 - 村井邦彦、作曲家
- 3月5日 - 大杉勝男、プロ野球選手（+1992年）
- 3月7日 - 谷垣禎一、政治家、元自由民主党総裁
- 3月9日 - 前の山太郎、元大相撲力士、元高田川部屋師匠（+2021年）
- 3月10日 - 田中泯、舞踊家
- 3月10日 - 大石勝彦、プロ野球選手
- 3月13日 - 吉永小百合、女優
- 3月14日 - 栗原小巻、女優
- 3月15日 - 竹之内雅史、元プロ野球選手
- 3月18日 - 姜禎求、社会学者
- 3月27日 - 宮本信子、女優
- 3月28日 - 笹倉武久、元日本中央競馬会調教師

### 4月
- 4月2日 - 大石久和、官僚
- 4月4日 - 山本拓、経済学者
- 4月4日 - 小嶋光信、会社経営者・両備グループ代表
- 4月4日 - 菅原勝矢、元プロ野球選手
- 4月5日 - 田辺靖雄、歌手・俳優
- 4月8日 - 小谷正勝、元プロ野球選手
- 4月8日 - 岡部耕大、劇作家
- 4月9日 - 佐藤修二、天文学者
- 4月9日 - 成田アキラ、漫画家
- 4月11日 - 堀紘一、経営コンサルタント
- 4月12日 - 沢峰次、日本中央競馬会調教師
- 4月12日 - 村田喜代子、小説家
- 4月18日 - 大塚徹、元プロ野球選手（+ 2018年）
- 4月19日 - 漆間巌、元警察庁長官、元内閣官房副長官
- 4月19日 - 村野武範、俳優・レポーター
- 4月22日 - 鰐淵晴子、女優
- 4月26日 - 大貫隆、宗教学者・聖書学者
- 4月27日 - 小山勝二、宇宙物理学者
- 4月29日 - 今井務、元プロ野球選手
- 4月30日 - 岡元勝幸、プロ野球選手

### 5月
- 5月1日 - 阿木燿子、作詞家、女優
- 5月2日 - 佐藤玖光、元プロ野球選手
- 5月8日 - 安部憲幸、元朝日放送[注 1]アナウンサー（+ 2017年）
- 5月12日 - 簾内政雄、元プロ野球選手
- 5月13日 - 吉沢秀和、プロ野球選手（+ 2025年）
- 5月15日 - 藤原真、元プロ野球選手
- 5月15日 - 小川弘文、プロ野球選手
- 5月15日 - 島田伸也、プロ野球選手（+ 2016年）
- 5月16日 - 高橋重行、元プロ野球選手（+2010年）
- 5月21日 - 松下芳夫、プロ野球選手
- 5月25日 - 正垣宏倫、元プロ野球選手
- 5月25日 - 山田スミ子、女優（+ 2019年[3]）

### 6月
- 6月1日 - 外木場義郎、元プロ野球選手
- 6月2日 - 三沢あけみ、演歌歌手・女優
- 6月3日 - 宮本幸信、元プロ野球選手
- 6月5日 - 二宮忠士、プロ野球選手
- 6月8日 - 原一男、映画監督
- 6月9日 - 青木雄二、漫画家・評論家（+2003年）
- 6月14日 - 宮内洋、俳優
- 6月15日 - 寺本勇、プロ野球選手（+ 1980年）
- 6月17日 - 金井克子、バレエダンサー・歌手
- 6月17日 - 雨宮捷年、プロ野球選手
- 6月18日 - 粟津號、俳優（+2000年）
- 6月19日 - 半沢士郎、プロ野球選手
- 6月24日 - 西田健、俳優・声優
- 6月25日 - 佐野勝稔、プロ野球選手
- 6月28日 - 河野勝彦、哲学研究者、京都産業大学教授
- 6月29日 - 中塚政幸、元プロ野球選手
- 6月30日 - 脇坂隆志、プロ野球選手

### 7月
- 7月1日 - 車谷長吉、作家・俳人（+ 2015年）
- 7月2日 - レツゴーじゅん、漫才師（レツゴー三匹）（+ 2014年）
- 7月6日 - 長塚京三、俳優
- 7月7日 - 池澤夏樹、小説家
- 7月7日 - 山本泰、アマチュア野球指導者 (+ 2020年[4])
- 7月7日 - 鴇田忠夫、プロ野球選手
- 7月8日 - 大谷昭宏、ジャーナリスト・評論家
- 7月10日 - 松島トモ子、女優
- 7月11日 - 三輪田勝利、プロ野球選手（+ 1998年）
- 7月19日 - 菅原やすのり、歌手（+ 2015年[5]）
- 7月24日 - 高田繁、元プロ野球選手
- 7月24日 - 照屋寛徳、政治家
- 7月27日 - 戸田善紀、元プロ野球選手
- 7月27日 - 和田徹、元プロ野球選手

### 8月
- 8月1日 - 小川亨、元プロ野球選手
- 8月1日 - 東田正義、元プロ野球選手（+ 2016年）
- 8月3日 - 黒鉄ヒロシ、漫画家
- 8月6日 - 井沢満、脚本家
- 8月6日 - 坂井義則、元陸上競技選手、元フジテレビ社員（+ 2014年）
- 8月9日 - 黒澤吉徳、作曲家
- 8月14日 - 平岡一郎、元プロ野球選手（+ 1995年）
- 8月20日 - 五味太郎、絵本作家
- 8月22日 - タモリ、コメディアン、司会者
- 8月22日 - 武田博、元騎手・調教師（JRA）
- 8月23日 - 泉沢彰、元プロ野球選手
- 8月27日 - 田中達彦、プロ野球選手
- 8月30日 - 佐藤勝彦、宇宙物理学者
- 8月31日 - 川口清史、経済学者、学校法人立命館総長

### 9月
- 9月3日 - 重信房子、日本赤軍の指導者
- 9月3日 - 清俊彦、元プロ野球選手（+2017年）
- 9月4日 - 平沢勝栄、政治家
- 9月5日 - 丸谷明夫、教諭
- 9月6日 - 永井豪、漫画家
- 9月6日 - 長谷川法世、漫画家
- 9月7日 - 伊藤義博、元東北福祉大学助教授、アマチュア野球指導者（+2002年）
- 9月10日 - 山田修爾、演出家・プロデューサー、元TBSアナウンサー・プロデューサー（+2013年）
- 9月12日 - 藤田弓子、女優
- 9月12日 - 佐々木孝次、プロ野球選手
- 9月16日 - 江田昌司、元プロ野球選手
- 9月18日 - 三輪悟、元プロ野球選手
- 9月18日 - 榊親一、元プロ野球選手
- 9月18日 - 谷恒生、小説家 (+ 2003年)
- 9月24日 - 三好幸雄、元プロ野球選手

### 10月
- 10月8日 - 玉村豊男、エッセイスト・画家
- 10月9日 - 水前寺清子、歌手
- 10月11日 - 柘植芳文 政治家、全国郵便局長会顧問
- 10月13日 - 樋口久子、プロゴルファー
- 10月15日 - 高井諭、元プロ野球選手
- 10月16日 - 相馬宏男、アナウンサー
- 10月17日 - 大岩賞介、放送作家
- 10月18日 - 若本規夫[6]、声優・ナレーター
- 10月20日 - 堀田眞三、俳優
- 10月20日 - 佐賀ノ海輝一、プロ野球選手、力士（+ 1999年）
- 10月22日 - 成田賢、歌手（+ 2018年）
- 10月23日 - 直嶋正行、政治家
- 10月25日 - キートン山田、俳優・声優・ナレーター
- 10月25日 - 宮崎学、作家
- 10月26日 - 櫻井よしこ、ジャーナリスト
- 10月29日 - 小栗康平、映画監督
- 10月29日 - 西城正明、プロボウラー

### 11月
- 11月1日 - 𨂊池均、プロ野球審判員（+ 2008年）
- 11月3日 - 三原綱木、ギタリスト
- 11月5日 - ペーター佐藤、イラストレーター（+1994年）
- 11月5日 - 白川次郎、アナウンサー
- 11月8日 - 渚ゆう子、歌手
- 11月9日 - 後原富、元プロ野球選手
- 11月10日 - 河原さぶ、俳優・タレント
- 11月11日 - 横田順彌、SF作家、明治文化研究家（+ 2019年）
- 11月11日 - 佐々木憲昭、政治家
- 11月12日 - 谷木恭平、元プロ野球選手
- 11月13日 - 下村栄二、プロ野球選手
- 11月13日 - 長谷見昌弘、元レーシングドライバー
- 11月14日 - サトル・サトウ、画家・造形作家
- 11月16日 - 泉嘉郎、プロ野球選手
- 11月23日 - 綿引勝彦、俳優（+ 2020年[7]）
- 11月23日 - 真鍋幹三、プロ野球選手
- 11月25日 - 五十嵐英夫、プロ野球選手
- 11月26日 - 苅谷俊介、俳優
- 11月27日 - 川内八洲男、プロ野球選手（+ 2014年）
- 11月30日 - 武藤まき子、芸能リポーター、元中国放送アナウンサー（* 2016年）

### 12月
- 12月1日 - 富司純子、女優
- 12月1日 - 奥田怜子、イラストレーター・絵本作家
- 12月1日 - 波乃久里子、女優
- 12月2日 - 油井大三郎、歴史家
- 12月2日 - 中林佳子、政治家
- 12月15日 - 笠井紀美子、ジャズシンガー
- 12月16日 - 服部幸應、料理評論家（+ 2024年）
- 12月16日 - 小川和久、軍事アナリスト

## 死去

### 1月
- 1月15日 - 野村徳七、実業家（* 1878年）
- 1月27日 - 野口雨情、詩人（* 1882年）
- 1月29日 - 中村政美、プロ野球選手（* 1924年）
- 1月30日 - 橋本進吉、言語学者（* 1882年）

### 2月
- 2月14日 - 甲賀三郎、小説家（* 1893年）
- 2月23日 - 里村欣三、小説家（* 1902年）
- 2月24日 - 河口慧海、仏教学者（* 1866年）
- 2月26日 - 橋本関雪、日本画家（* 1883年）

### 3月
- 3月10日 - 山岸荷葉、小説家・書家（* 1876年）
- 3月10日 - 古屋慶隆、政治家（* 1879年）
- 3月10日 - 徳三宝、柔道家（* 1887年）
- 3月10日 - 吉村操、映画監督（* 1905年）
- 3月10日 - 豊嶌雅男、大相撲力士・関脇（* 1919年）
- 3月10日- 枩浦潟達也、大相撲力士・小結（* 1915年）
- 3月10日 - 小野欣助、野球選手（* 1917年）
- 3月22日 - 西竹一、男爵、ロサンゼルスオリンピック金メダリスト（* 1902年）
- 3月26日 - 栗林忠道、陸軍軍人（* 1891年）
- 3月29日 - 嶋清一、野球選手（* 1920年）
- 3月29日 - 易作霖、教育者・言語学者（* 1897年）

### 4月
- 4月3日 - 西村幸生、プロ野球選手（* 1910年）
- 4月7日 - 伊藤整一、海軍軍人（* 1890年）
- 4月7日 - 武内俊子、童謡作詞家（* 1905年）
- 4月16日 - 田村俊子、小説家（* 1884年）
- 4月25日 - 日名子実三、彫刻家（* 1892年）
- 4月28日 - 近藤清、野球選手（* 1920年）

### 5月
- 5月4日 - 壺井重治、野球選手（* 1921年）
- 5月6日 - 十五代目 市村羽左衛門、歌舞伎俳優（* 1874年）
- 5月11日 - 石丸進一、プロ野球選手（* 1922年）
- 5月14日 - 本田耕一、野球選手（* 1923年）
- 5月20日 - 閑院宮載仁親王、皇族（* 1865年）
- 5月20日 - 景浦將、プロ野球選手（* 1915年）
- 5月21日 - 清沢洌、ジャーナリスト（* 1890年）
- 5月25日 - 石井菊次郎、大正期の外務大臣・外交官（* 1866年）
- 5月25日 - 野村無名庵、落語評論家（* 1888年）
- 5月25日 - 安藤照、彫刻家（* 1892年）
- 5月25日 - 柳瀬正夢、画家（* 1900年）
- 5月25日 - 長良治雄、プロ野球選手（* 1919年）
- 5月26日 - 織田萬、法学者（* 1868年）
- 5月26日 - 加藤雄策、実業家（* 1901年）
- 5月28日 - 田村忠、野球選手（* 1920年）
- 5月28日 - 西郷準、野球選手（* 1916年）

### 6月
- 6月2日 - 平山信、天文学者（* 1867年）
- 6月6日 - 渡辺静、プロ野球選手（* 1923年）
- 6月7日 - 西田幾多郎、哲学者・思想家（* 1870年）
- 6月10日 - 桐原眞二、野球選手（* 1901年）
- 6月22日 - 相田二郎、歴史学者（* 1897年）
- 6月23日 - 牛島満、太平洋戦争期の日本陸軍軍人・陸軍大将（* 1887年）
- 6月25日 - 横河民輔、建築家・実業家（* 1864年）
- 6月28日 - 高楠順次郎、仏教学者（* 1866年）

### 7月
- 7月21日 - 加藤忠仁、野球選手（* 1918年）
- 7月26日 - 戸田廉吉、野球選手（* 1901年）
- 7月30日 - 阿瀬泰次郎、野球選手（* 生年不詳）

### 8月
- 8月1日 - 新富卯三郎、プロ野球選手（* 1915年）
- 8月3日 - 近藤鉄己、野球選手（* 1916年）
- 8月6日 - 大塚惟精、内務官僚（* 1884年）
- 8月6日 - 粟屋仙吉、内務官僚・広島市市長（* 1893年）
- 8月6日 - 白井戦太郎、映画監督（* 1906年?）
- 8月6日 - 森下彰子、女優、移動演劇桜隊々員（* 1922年）
- 8月9日 - 戸坂潤、哲学者（* 1900年）
- 8月11日 - 佐藤井岐雄、生物学者（* 1902年）
- 8月15日 - 阿南惟幾、終戦時の陸軍大臣（* 1887年）
- 8月15日 - 宇垣纏、日本海軍軍人（* 1890年）
- 8月16日 - 大西瀧治郎、日本海軍軍人（* 1891年）
- 8月16日 - 丸山定夫、俳優、移動演劇桜隊隊長（* 1901年）
- 8月17日 - 島木健作、小説家（* 1903年）
- 8月19日 - 葛城文子、女優（* 1878年）
- 8月19日 - 蓮田善明、国文学者、陸軍中尉、三島由紀夫の師。（* 1904年）
- 8月20日 - 甘粕正彦、大杉栄を殺害した甘粕事件で知られる憲兵・満映理事長（* 1891年）
- 8月20日 - 本庄繁、日本陸軍の大将・関東軍司令官（* 1876年）
- 8月20日 - 高山象三、俳優・舞台監督、移動演劇桜隊々員（* 1924年）
- 8月21日 - 園井恵子、女優、元宝塚歌劇団生徒、移動演劇桜隊々員（* 1913年）
- 8月24日 - 仲みどり、女優・移動演劇桜隊々員（* 1909年）

### 9月
- 9月8日 - 高松静男、野球選手（* 1895年）
- 9月9日 - 建川美次、日本陸軍の中将（* 1880年）
- 9月12日 - 杉山元、陸軍軍人、元帥（* 1880年）
- 9月13日 - 小泉親彦、政治家（* 1884年）
- 9月18日 - 樫野元作、野球選手（* 生年不詳）
- 9月18日 - 島津保次郎、映画監督（* 1897年）
- 9月26日 - 三木清、哲学者・思想家（* 1897年）

### 10月
- 10月3日 - 杉村楚人冠、ジャーナリスト、随筆家（* 1872年）
- 10月3日 - 吉江一行、野球選手（* 生年不詳）
- 10月9日 - 薄田泣菫、詩人・ジャーナリスト・エッセイスト（* 1877年）
- 10月11日 - 亀尾英四郎、ドイツ文学者（* 1895年）
- 10月14日 - 本居長世、童謡作曲家（* 1885年）
- 10月15日 - 木下杢太郎、詩人・医学者（* 1885年）
- 10月18日 - 葉山嘉樹、作家（* 1894年）
- 10月21日 - 深井英五、銀行家・経済学者（* 1871年）
- 10月29日 - 成田為三、作曲家（* 1893年）
- 10月31日 - 水原義明、野球選手（* 1908年）

### 11月
- 11月2日 - 東武雄、野球選手（* 1901年）
- 11月10日 - 達ノ矢源之助、元力士（*1888年）
- 11月16日 - 小役丸勇走、元力士（*1916年）
- 11月26日 - 三宅雪嶺、哲学者・評論家（* 1860年）

### 12月
- 12月2日 - 岩崎小弥太、実業家、三菱財閥4代目総帥（* 1879年）
- 12月13日 - 柴五郎、義和団の乱の連合軍作戦指揮官（*1859年）
- 12月16日 - 近衛文麿、第34・38・39代内閣総理大臣（* 1891年）

### 日付不明
- 日付不明 - 片岡敏郎、コピーライター（* 1882年）
- 日付不明 - 森小弁、実業家（* 1869年）